# Hugo Björklund
Johan Hugo Björklund (ur. 23 listopada 1885, zm. 12 maja 1963) – szwedzki zapaśnik walczący w stylu klasycznym. Olimpijczyk z Sztokholmu 1912, gdzie zajął 23. miejsce w wadze lekkiej.

## Letnie Igrzyska Olimpijskie 1912
| Konkurencja            | Rundy eliminacyjne    | Rundy eliminacyjne   | Rundy eliminacyjne       | Klas. końcowa |
| Konkurencja            | Przeciwnik I          | Przeciwnik II        | Przeciwnik III           | Miejsce       |
| ---------------------- | --------------------- | -------------------- | ------------------------ | ------------- |
| 67,5 kg styl klasyczny | Robert Phelps (GBR) Z | Bruno Heckel (GER) P | Tatu Kolehmainen (FIN) P | 23.           |